# Lačnov (Korouhev)
Lačnov (německy Latschnau) je vesnice, část obce Korouhev v okrese Svitavy. Nachází se asi 3,5 km na západ od Korouhve. Prochází zde silnice II/353 a silnice II/357. V roce 2009 zde bylo evidováno 52 adres. V roce 2001 zde trvale žilo 48 obyvatel.
Lačnov leží v katastrálním území Lačnov u Korouhve o rozloze 1,92 km2.